# Brodostrojar
Brodostrojar je osoba koja je završila Brodostrojarsku školu, Višu brodostrojarsku školu, ili, Brodostrojarski fakultet. U Hrvatskoj je brodostrojarski fakultet jedan je od odsjeka pomorskog fakulteta, a postoji i kao zaseban studiji na fakultetu strojarstva i brodogradnje u Zagrebu i tehnickom fakultetu u Rijeci. završavanjem više škole ili fakulteta se dobiva diploma pomorskog fakulteta, odsjek brodostrojarstvo. U uporabi su se uvriježili nazivi brodostrojar, ing. brodostrojarstva te dipl. ing. brodostrojarstva shodno stručnoj spremi.
Tijekom svog školovanja brodostrojar se osposobljava za rukovanje, nadzor i popravak raznih vrsta strojeva na brodovima. Inženjeri brodostrojarstva se osim gore navedenog obučavaju u konstruiranju strojeva i strojnih dijelova te u ekonomiji u industriji i brodarstvu.
Završetkom škole brodostrojar treba polagati još neke dodatne ispite, te poći na brod na praksu. Po završetku prakse, nakon državnog ispita na kapetaniji dobiva zvanje pomorskog strojara.